# Östra Nätigårdsön
Östra Nätigårdsön är en ö i Finland.   Den ligger i kommunen Raseborg i den ekonomiska regionen  Raseborg  och landskapet Nyland, i den södra delen av landet, 80 km väster om huvudstaden Helsingfors. Arean är 0,46 kvadratkilometer.
Terrängen på Östra Nätigårdsön är mycket platt. Öns högsta punkt är 24 meter över havet. Den sträcker sig 0,7 kilometer i nord-sydlig riktning, och 1,3 kilometer i öst-västlig riktning.